# Eurídice I de Macedonia
Eurídice I (en griego antiguo, Εὐρυδίκη) fue una reina macedonia, madre de Filipo II y abuela de Alejandro Magno. Estaba casada con el rey Amintas III de Macedonia y tenía cuatro hijos: Alejandro II, Pérdicas III, Filipo II y Eurínoe. 
Eurídice era nieta de Arrabeo e hija del ilirio o lincesta Sirras. Las historias que la implican en conjuras contra su marido y sus hijos están inventadas y no concuerdan con otras fuentes históricas. Según Marco Juniano Justino, ella y su amante planearon matar a su marido, pero aunque la conjura fue descubierta, Amintas la perdonó porque tenían hijos en común. Después de la muerte de este último (369 a. C.), su hijo mayor, Alejandro II, quien le sucedió en el trono, fue asesinado tras un reinado de corta duración por Ptolomeo Alorita, y parece probable que Eurídice también estuviera detrás de su muerte. Si comparamos lo que afirma Justino con los textos de Diodoro, parece que Ptolomeo era el amante al que Eurídice pidió que asesinara a su marido, y también parece que ambos planearon la muerte de su hijo. Pero la entrada en escena de otro pretendiente al trono, Pausanias, que tenía el apoyo de gran parte de los macedonios, metió a Eurídice en apuros, y la llevó a pedir la ayuda del general ateniense Ifícrates, quien se unió rápidamente a su causa, echó a Pausanias, y devolvió a Eurídice y Ptolomeo la posesión de todo el reino macedonio, siendo este último nombrado regente del joven rey Pérdicas III. Justino además escribe que poco después volvió a unirse con Ptolomeo para matar a Pérdicas también, pero esto seguramente se trate de un error pues fue Pérdicas quien, de hecho, mató a Ptolomeo y le sucedió en el trono. No se sabe qué papel jugó Eurídice en esa muerte, si es que lo hizo.
Dos inscripciones, una de las cuales data del 340 a. C., han sido encontradas en Vergina con el texto Eurídice hija de Sirra a la diosa Euclía.